# Rəzvan
Rəzvan (também conhecido como Rezvan e Razvayn) é uma vila no rayon Lankaran, no Azerbaijão. A vila é parte do município de Daştatük.